# Démographie des Tonga
Cet article contient des statistiques sur la démographie des Tonga.

## Structure de la population
En 2016, la population des Tonga s'élève à 100 651 habitants. Ce sont des Polynésiens venus probablement des Samoa et qui se sont installés dans l'archipel. 23 221 habitants environ vivent dans la capitale, Nuku'alofa, et les villages alentour. 23% de la population est urbaine, le reste habite dans des villages ruraux.
En moyenne, les familles comptent 5,5 membres.
La natalité est forte (3,6 enfants par femme en 2016) et de nombreux habitants des îles doivent s'installer à Nuku'alofa ou même partir en Nouvelle-Zélande, un pays où la diaspora tongienne est nombreuse.
Le recensement de 2016 ne donne pas les chiffres détaillés de l'accroissement naturel ni du solde migratoire, mais indique que la population tongienne a perdu 2601 habitants, soit une évolution de -0,5% par an.
La population tongienne est très jeune, l'âge médian étant de 22 ans.

### Santé
D'après la banque mondiale, l'espérance de vie en 2016 est de 73 ans. Les disparités sont très fortes entre hommes et femmes, puisque le taux de mortalité masculin atteint 165 ‰ de 2011 à 2016 alors que pour les femmes il n'est que de 100 ‰ sur la même période. Sur cinq ans, cela fait donc une moyenne de 26,5 ‰ hommes et femmes confondus.

### Religion
Quatre religions sont présentes à Tonga : l'Église wesleyenne libre des Tonga compte 35% des tongiens, l'Église de Jésus-Christ des saints des derniers jours 19%, l'Église catholique 14%, et l’Église libre des Tonga (12%).

## Sources